# Droga wojewódzka nr 421
Droga wojewódzka nr 421 (DW421) – droga wojewódzka w województwach  śląskim i opolskim.
Do końca II wojny światowej pomiędzy Grzegorzowicami a Ciechowicami był most drogowy, który został zniszczony przez wycofujące się wojska niemieckie w 1945 roku. Od tego czasu mieszkańcy musieli korzystać z promu do przekraczania rzeki. Prom stanowił jedyny sposób na przeprawę przez Odrę w tej części Śląska, co szczególnie utrudniało rolnikom, którzy mieli pola po drugiej stronie rzeki. Dodatkowo, przeprawa promowa często była niedostępna z powodu zbyt wysokiego lub zbyt niskiego stanu wody oraz z powodu złych warunków zimowych. Na przełomie czerwca i lipca 2024 roku rozpoczęły się prace budowlane związane z budową nowego mostu nad Odrą. Władze województwa śląskiego zdecydowały o budowie nowego mostu, aby rozwiązać problemy komunikacyjne i logistyczne mieszkańców obu gmin. Nowy most będzie miał długość 633,6 metra i składać się z 13 przęseł o rozpiętości od 40 do 50 metrów, a jego budowa ma być zakończona w ciągu trzech lat. Realizację inwestycji powierzono firmie Strabag Infrastruktura Południe. Nowy most nie tylko ułatwi lokalną komunikację, lecz również stanie się ważnym szlakiem tranzytowym, umożliwiającym transport bez konieczności wjazdu do Raciborza.    

## Miejscowości przy trasie
- Nędza
- Ciechowice
- Grzegorzowice
- Łubowice
- Sławików
- Błażejowice
- Łany
- Witosławice
- Dzielawy
- Wronin
- Mierzęcin
- Koza
- Szczyty